# اشتیانا، شهرستان رزسزو
اشتیانا، شهرستان رزسزو (به لاتین: Trzciana, Rzeszów County) یک منطقهٔ مسکونی در لهستان است که در Gmina Świlcza واقع شده‌است.

## خصوصیات
اشتیانا ۲٬۳۰۰ نفر جمعیت دارد.